# Sojuz T-5
Sojuz T-5 è la denominazione di una missione della navicella spaziale Sojuz T verso la stazione spaziale sovietica Saljut 7 (DOS 6). Si trattò del quarantatreesimo volo equipaggiato di questo velivolo spaziale, del sessantacinquesimo volo nell'ambito del programma Sojuz sovietico nonché del primo volo equipaggiato verso la predetta stazione spaziale.

## Equipaggio

### Equipaggio principale
| Ruolo                  | Equipaggio al lancio                | Equipaggio all'atterraggio          |
| ---------------------- | ----------------------------------- | ----------------------------------- |
| Comandante             | Anatolij Berezovoj, GCTC Primo volo | Leonid Popov, GCTC Terzo volo       |
| Ingegnere di volo      | Valentin Lebedev, NPOE Secondo volo | Aleksandr Serebrov, NPOE Primo volo |
| Cosmonauta Ricercatore | —                                   | Svetlana Savickaja, MAP Primo volo  |

### Equipaggio di riserva
| Ruolo             | Equipaggio               | Equipaggio               |
| ----------------- | ------------------------ | ------------------------ |
| Comandante        | Vladimir Titov, GCTC     | Vladimir Titov, GCTC     |
| Ingegnere di volo | Gennadij Strekalov, NPOE | Gennadij Strekalov, NPOE |

## Missione
Il lancio della missione con il nomignolo di "Elbrus" avvenne il 13 maggio 1982. Pochi giorni più tardi, per la precisione il 17 maggio, venne lanciato un satellite artificiale per collegamenti radio-amatoriali del peso di 28 kg usando la chiusa d'aria normalmente impegnata per scaricare i rifiuti della Saljut 7. In assoluto si trattò del primo lancio di un satellite artificiale portato in un'orbita terrestre direttamente da una navicella spaziale equipaggiata. L'Unione Sovietica poté vantarsi di un ulteriore primato. Bisogna comunque evidenziare che in precedenza, durante le ultime missioni del programma Apollo gli americani avevano lanciato a loro volta satelliti artificiali dalle navicelle Apollo, portandoli comunque in orbite lunari.
Il 25 maggio venne eseguita una manovra di cambio di posizionamento della Saljut 7. L'equipaggio eseguì la manovra in una maniera tale da girare la poppa della navicella di trasporto Progress agganciata alla stazione posizionandolo in direzione Terra. Ciò fu necessario per garantire più stabilità a tutto il complesso orbitale.
Lebedev scrisse nel suo diario, che gli ugelli per il controllo del posizionamento emettevano «un forte rumore» e suonavano come se si lavorasse «su una botte usando una mazza».
Mentre i cosmonauti scaricavano il contenuto della Progress 13, Lebedev comunicò via radio al centro di controllo: «Qui sembra essere come se ci stessimo preparando per traslocare». Il giorno successivo, la stazione spaziale venne rifornita di carburante, anche questo trasportato a bordo della Progress 13. Tale operazione comunque venne in gran parte eseguita in automatico, mentre l'equipaggio dovette quasi esclusivamente dedicarsi alla sorveglianza dell'operazione senza dover svolgere un particolare ruolo attivo.
Il 29 maggio venne dedicato per sistemare gli oggetti trasportati con la Progress, mentre dell'equipaggiamento non più necessario nonché in particolar modo i rifiuti della Saljut 7, vennero caricati all'interno della navicella di trasporto per riportarli a terra. Lebedev commentò tali operazioni dicendo: «abbiamo riempito la navicella di trasporto con tutto ciò, che non ci serve e abbiamo fissato il tutto usando delle corde. Quando entro all'interno della navicella, inizia a suonare con un suono metallico, tanto che, quando la staccheremo, sentiremo della musica come se un'intera banda musicale si mettesse a suonare.»
il 31 maggio la Progress 13 rifornì di ben 300 litri d'acqua la stazione spaziale. L'ultima manovra orbitale usando la Progress 13 venne eseguita il 2 giugno. Con l'aiuto del congegno propulsore della navicella di trasporto, venne fatta calare la traiettoria d'orbita della Saljut 7 portandola a 300 km. Tale manovra fu necessaria per garantire l'aggancio della Sojuz T-6.
Il 30 luglio venne eseguito da parte dell'equipaggio un'attività extraveicolare che ebbe la durata di 2 ore e 33 minuti.
Inoltre i due cosmonauti ricevettero la visita dell'equipaggio della Sojuz T-7 nonché delle tre navicelle di trasporto e da carico del tipo Progress: la Progress 14, Progress 15 e la Progress 16.
Quando i due cosmonauti fecero ritorno a terra, ebbero raggiunto un nuovo record di permanenza nello spazio con oltre 211 giorni di missione.

## Ulteriori dati di volo
- Atterraggio equipaggio originale: 10 dicembre 1982 a bordo di Sojuz T-7 19:02 UTC 118 km ad est di Dzhezkazgan, RSS di Kazakistan
- Durata per l'equipaggio originale: 211 giorni, 9 ore, 5 min
- Orbite terrestri per l'equipaggio originale: 3.344
- Denominazione Astronomica Internazionale: 1982-42

I parametri sopra elencati indicato i dati pubblicati immediatamente dopo il termine della fase di lancio. Le continue variazioni ed i cambi di traiettoria d'orbita sono dovute alle manovre di aggancio. Pertanto eventuali altre indicazioni risultanti da fonti diverse sono probabili ed attendibili in considerazione di quanto descritto.